# Warden Hill
Warden Hill – dzielnica miasta Cheltenham, w dystrykcie Cheltenham, w hrabstwie Gloucestershire, w Anglii. W 2011 roku dzielnica liczyła 5468 mieszkańców.